# Equitazione ai Giochi della XXIX Olimpiade - Dressage individuale

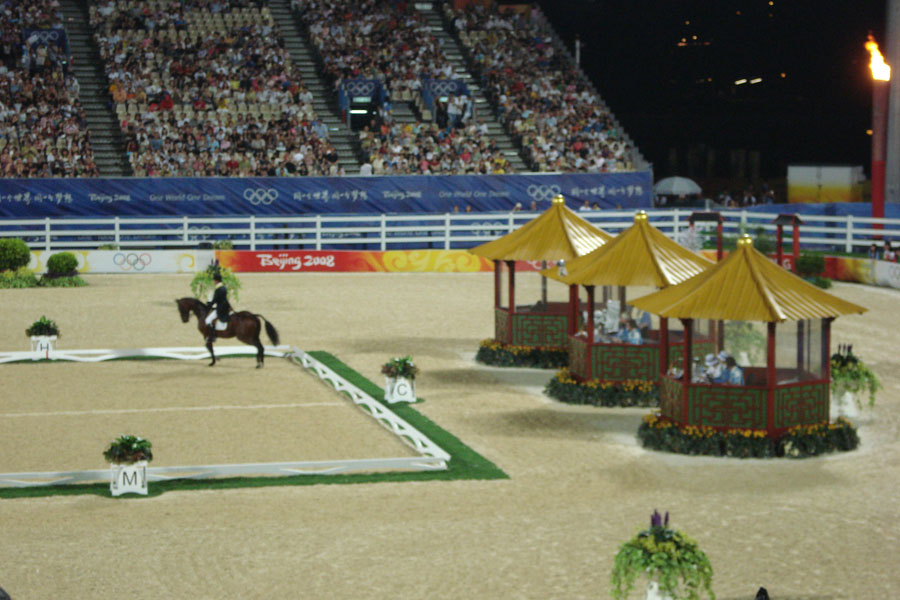

Il concorso di Dressage si è svolto dal 14 al 19 agosto a Hong Kong e ha visto la partecipazione di 47 cavallerizzi.

## Risultati
Il primo turno è stato il Grand Prix Test: tutti i partecipanti hanno svolto una serie di movimenti nell'arena, con i giudici in 5 diverse posizioni; il punteggio totale è dato dalla media dei punteggi dei 5 giudici; i primi 25 atleti sono passati al secondo turno, con un massimi di tre atleti per nazione.
Il Grand Prix Special Test è stato il secondo turno; simile al primo turno ma con un tempo inferiore; i 15 atleti con la media migliore tra primo e secondo turno si sono qualificati per il terzo e ultimo turno.
L'ultimo turno del Dressage è stato il Grand Prix Freestyle; i giudici hanno dato due valutazioni: tecnica e artistica. Ogni giudice ha espresso un voto da 1 a 10 per entrambe le categorie; Il risultato finale è dato dalla media dei punteggi degli ultimi due turni.
| Pos | Atleta                                  | Nazione       | Cavallo            | Punti GP | Pos | Punti GPS | Pos | Punti GPF | Pos | Totale GPS+GPF |
| --- | --------------------------------------- | ------------- | ------------------ | -------- | --- | --------- | --- | --------- | --- | -------------- |
|     | Anky van Grunsven                       | Paesi Bassi   | Salinero           | 74.750   | 2   | 74.960    | 2   | 82.400    | 1   | 78.680         |
|     | Isabell Werth                           | Germania      | Satchmo            | 76.417   | 1   | 75.200    | 1   | 78.100    | 2   | 76.650         |
|     | Heike Kemmer                            | Germania      | Bonaparte          | 72.250   | 3   | 72.960    | 3   | 75.950    | 4   | 74.455         |
| 4   | Steffen Peters                          | Stati Uniti   | Ravel              | 70.000   | 10  | 71.800    | 4   | 76.500    | 3   | 74.150         |
| 5   | Hans Peter Minderhoud                   | Paesi Bassi   | Nadine             | 69.625   | 11  | 70.920    | 7   | 75.150    | 5   | 73.035         |
| 6   | Alexandra Korelova                      | Russia        | Balagur            | 68.500   | 15  | 71.400    | 4   | 73.850    | 8   | 72.625         |
| 7   | Emma Hindle                             | Regno Unito   | Lancet             | 71.125   | 4   | 70.440    | 9   | 74.250    | 6   | 72.345         |
| 8   | Kyra Kyrklund                           | Finlandia     | Max                | 70.583   | 6   | 69.720    | 10  | 74.250    | 6   | 71.985         |
| 9   | Bernadette Pujals                       | Messico       | Vincent            | 69.250   | 12  | 71.000    | 6   | 72.350    | 11  | 71.675         |
| 10  | Jan Brink                               | Svezia        | Briar              | 68.875   | 13  | 68.960    | 13  | 73.450    | 9   | 71.205         |
| 11  | Andreas Helgstrand                      | Danimarca     | Don Schufro        | 68.833   | 14  | 68.800    | 14  | 72.550    | 10  | 70.675         |
| 12  | Tinne Silfven                           | Svezia        | Solos Carex        | 66.042   | 23  | 69.240    | 11  | 71.450    | 12  | 70.345         |
| 13  | Courtney King                           | Stati Uniti   | Mythilus           | 70.458   | 7   | 70.800    | 8   | 69.550    | 14  | 70.175         |
| 14  | Ashley Holzer                           | Canada        | Pop art            | 67.042   | 19  | 68.760    | 15  | 71.450    | 12  | 70.105         |
| 15  | Nathalie di Sayn-Wittgenstein-Berleburg | Danimarca     | Digby              | 70.417   | 8   | 69.120    | 12  | 69.100    | 15  | 69.110         |
| 16  | Juan Manuel Munoz                       | Spagna        | Duego XII          | 66.083   | 22  | 68.160    | 16  |           |     |                |
| 17  | Nadine Capellmann                       | Germania      | Elvis Va           | 70.083   | 9   | 67.240    | 17  |           |     |                |
| 18  | Laura Bechtolsheimer                    | Regno Unito   | Mistral Hojris     | 65.917   | 24  | 67.160    | 18  |           |     |                |
| 19  | Hayley Beresford                        | Australia     | Relampago          | 65.583   | 26  | 66.320    | 19  |           |     |                |
| 20  | Kristy Oatley                           | Australia     | Quando Quando      | 65.750   | 25  | 66.080    | 20  |           |     |                |
| 21  | Marc Boblet                             | Francia       | Whitini Star       | 66.125   | 21  | 65.640    | 21  |           |     |                |
| 22  | Anne van Olst                           | Danimarca     | Clearwater         | 67.375   | 17  | 65.320    | 22  |           |     |                |
| 23  | Michal Rapcewicz                        | Polonia       | Randon             | 67.500   | 16  | 65.120    | 23  |           |     |                |
| 24  | Patrik Kittel                           | Svezia        | Floresco           | 67.125   | 18  | 64.360    | 24  |           |     |                |
| 25  | Hubert Perring                          | Francia       | Diabolo St Maurice | 66.833   | 20  | 62.680    | 25  |           |     |                |
| 26  | Imke Schellekens-Bartels                | Paesi Bassi   | Sunrise            | 70.875   | 5   | WD        | 26  |           |     |                |
| 27  | Victoria Max-Theurer                    | Austria       | Falcao             | 65.333   | 27  |           |     |           |     |                |
| 28  | Jordi Domingo                           | Spagna        | Prestige           | 64.042   | 28  |           |     |           |     |                |
| 29  | Jacqueline Brooks                       | Canada        | Gran Gesto         | 63.750   | 29  |           |     |           |     |                |
| 30  | Iryna Lis                               | Bielorussia   | Redford            | 63.500   | 30  |           |     |           |     |                |
| 31  | Jane Gregory                            | Regno Unito   | Lucky Star         | 63.375   | 31  |           |     |           |     |                |
| 32  | Julia Chevanne                          | Francia       | Calimucho          | 63.250   | 32  |           |     |           |     |                |
| 33  | Daniel Pinto                            | Portogallo    | Galopin de la Font | 63.083   | 33  |           |     |           |     |                |
| 34  | Debbie McDonald                         | Stati Uniti   | Brentina           | 63.000   | 34  |           |     |           |     |                |
| 35  | Hiroshi Hoketsu                         | Giappone      | Whisper            | 62.542   | 35  |           |     |           |     |                |
| 35  | Ryan Heath                              | Australia     | Greenoaks Dundee   | 62.542   | 35  |           |     |           |     |                |
| 37  | Tatiana Miloserdova                     | Russia        | Wat a feeling      | 61.875   | 37  |           |     |           |     |                |
| 37  | Pierluigi Sangiorgi                     | Italia        | Flourian           | 61.875   | 37  |           |     |           |     |                |
| 39  | Carlos Pinto                            | Portogallo    | Notavel            | 61.708   | 39  |           |     |           |     |                |
| 40  | Luíza Almeida                           | Brasile       | Samba              | 60.833   | 40  |           |     |           |     |                |
| 41  | Liu Lina                                | Cina          | Piroschka          | 60.625   | 41  |           |     |           |     |                |
| 42  | Mieko Yagi                              | Giappone      | Dow Jones          | 60.167   | 42  |           |     |           |     |                |
| 43  | Leandro Silva                           | Brasile       | Oceano Do Top      | 60.125   | 43  |           |     |           |     |                |
| 44  | Leslie Reid                             | Canada        | Orion              | 59.750   | 44  |           |     |           |     |                |
| 45  | Yuko Kitai                              | Giappone      | Rambo              | 59.250   | 45  |           |     |           |     |                |
| 46  | Choi Jun-Sang                           | Corea del Sud | Cinque Cento       | 57.333   | 46  |           |     |           |     |                |
| 47  | Miguel Ralão Duarte                     | Portogallo    | Oxalis             | RET      |     |           |     |           |     |                |